# Haus Alst

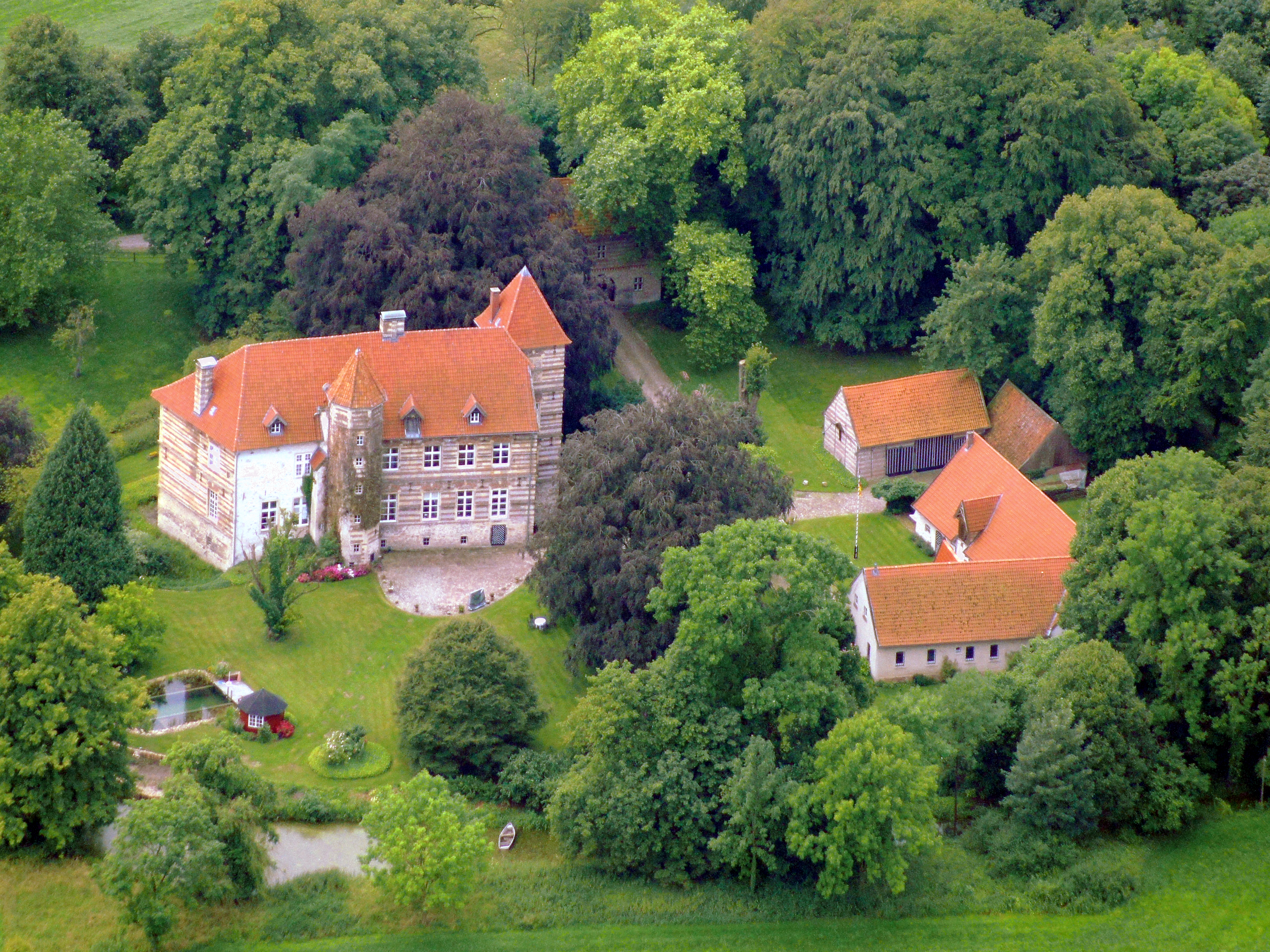
Luftaufnahme des Hauses Alst mit Vorburg

Haus Alst ist ein ehemaliger münsterländischer Burgmannshof in der Bauerschaft Alst bei Horstmar im Kreis Steinfurt/NRW. Es entstand an der Stelle einer älteren Burganlage und wurde im Stil der Renaissance erbaut.

## Lage
Haus Alst liegt im Dreieck zwischen den Ortschaften Horstmar, Burgsteinfurt und Laer. Dabei liegt der Ort Horstmar in südwestlicher Richtung und Laer in südöstlicher Richtung. Aus Richtung Burgsteinfurt kommend verbindet die Ortschaften Burgsteinfurt und Horstmar die Landstraße L580. Kurz hinter dem Ortsausgang von Burgsteinfurt zweigt von ihr die L550 ab, die dann die Ortschaften Burgsteinfurt und Laer verbindet. Etwa auf halbem Wege ist von beiden Landstraßen aus abbiegend über verschiedenste Wirtschaftswege das Anwesen Haus Alst zu erreichen. Aus Richtung Burgsteinfurt kommend zweigt etwa in Höhe von Haus Alst von der L580 nach rechts in Richtung zur Ortschaft  Leer die L 570 ab.

## Besitzergeschichte
Haus Alst wird erstmals in einer Urkunde von 1217 erwähnt. Da es dem Stift Vreden gehörte, wechselten seine Besitzer häufig. 1282 erscheinen mit Sueder von Alstedde und seinem Sohn Dietrich die ersten bekannten Besitzer in den Schriftquellen. Im 14. Jahrhundert wurde das Haus mehrmals als Ministerialensitz der Abtei Vreden bezeichnet. Lehnsträger waren bis 1333 die von Wüllen, dann die Blome und seit 1398 die Herren von Münster. 1569 ging Haus Alst durch Erbschaft an die Herren von Westerholt, die es 1624/25 auf den alten Grundmauern neu errichteten und ihm damit das heutige Aussehen gaben. Das heutige Gebäude war ursprünglich an einen älteren, im rechten Winkel nach Norden anschließenden Flügel angebaut gewesen, der um 1800 abgebrochen wurde.
Im Jahr 1800 wurde der Herrensitz an den Bankier Schönstädt verkauft. Von 1832 bis 1843 gehörte er der Familie des Komponisten Maximilian Friedrich von Droste zu Hülshoff, der dort starb. Sie verkaufte Haus Alst an Wilderich von Ketteler, ehe Burghard von Schorlemer-Alst, als Gründer des deutschen Bauernvereins auch der „Westfälische Bauernkönig“ genannt, 1852 Besitzer der Anlage wurde.
Seit 1935 befindet sich Haus Alst wieder im Besitz der Familie Graf von Westerholt.

## Baugeschichte und -beschreibung
Bemerkenswert ist Haus Alst auf Grund zwei seltener Eigenarten: des noch gut erhaltenen Ringwalls und der „Specklagentechnik“ seiner Mauern, die ein typisches Merkmal der niederländischen Renaissance ist.
Das von einem Wassergraben umgebene Herrenhaus steht auf einer flachen Anhöhe oberhalb eines schmalen Baches versteckt unter alten Bäumen. Von der langen Zufahrtsallee kommend, sieht man zunächst nur wenig vom Gebäude. Es verbirgt sich weitgehend hinter einem fast acht Meter hohen Erdwall, der hinter der sehr tiefen Gräfte liegt. Beide umgaben in einem Fünfeck die vorherige Burganlage und gaben ihr Schutz.
Im Süden führt noch heute eine Brücke als einziger Zugang über den breiten Graben. Bewacht wird sie durch ein Torhaus, das als Schutz der ehemaligen Zugbrücke anzusehen ist. Von der heutigen Bausubstanz des Torhauses ist nur der Unterbau aus Bruchsteinen noch original. Das Obergeschoss mit seinen neugotischen Fenstern ist ebenso wie die blinden Schießscharten eine Zutat der Zeit um 1870.
Von der Durchfahrt aus ist die ganze Anlage gut zu überblicken. Links liegt die Vorburg, auf der heute zwei schlichte Wirtschaftsgebäude aus dem 19. Jahrhundert stehen. Sie waren früher zusätzlich zum Außengraben noch einmal ganz von einer Innengräfte umgeben, die hart am hohen Erdwall entlangführte. Lustig wirken die beiden steilen Kranhäuschen mit ihren Einfluglöchern für Tauben.

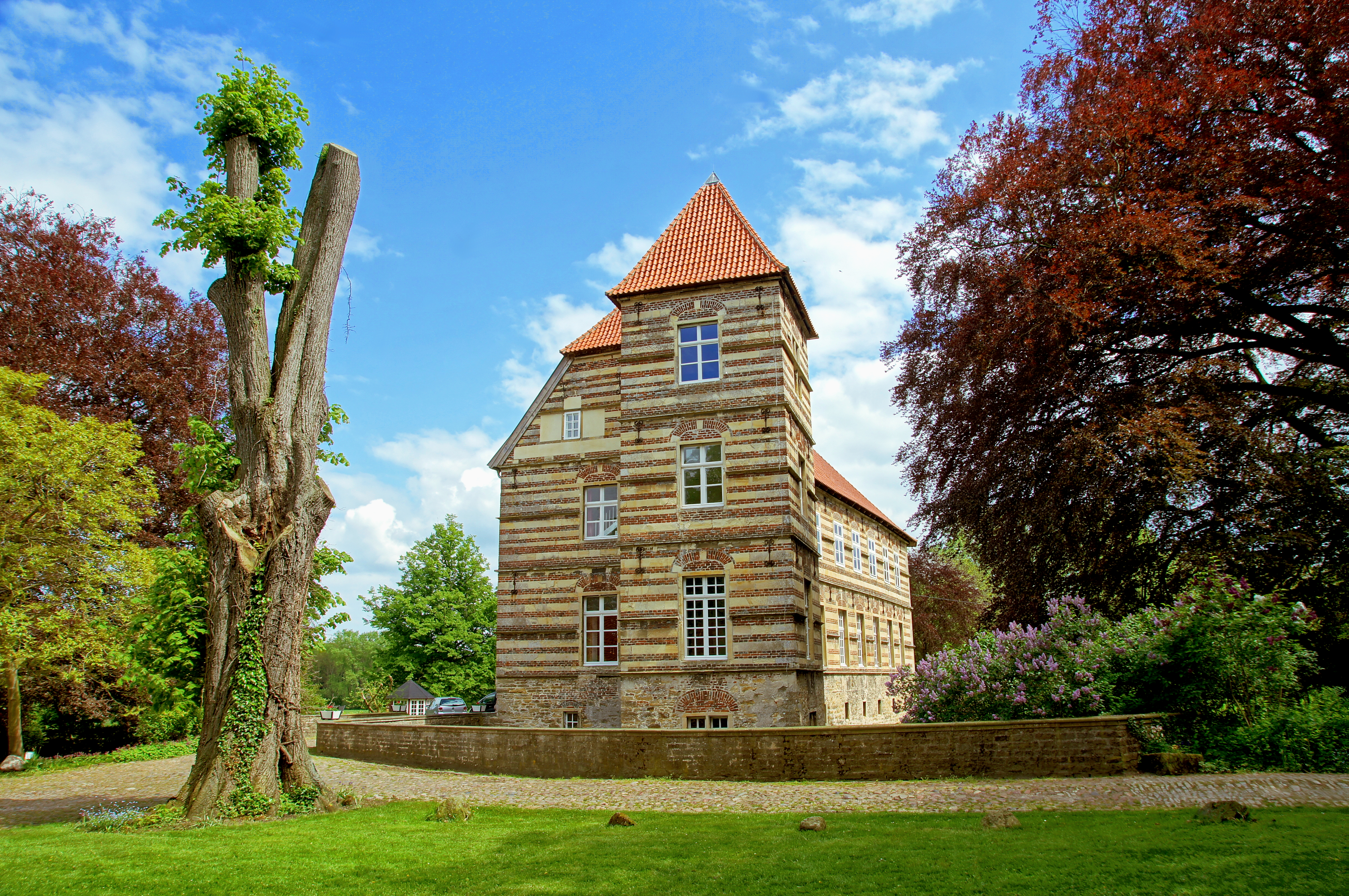
Haus Alst

Das Haupthaus liegt noch heute in einem eigenen Hausteich, der allerdings auf der Nordseite zugeschüttet ist. Nach Süden zeigt es seine zweistöckige Schauseite. Sie wird durch je acht Fenster gegliedert. Waagerechte Gesimse aus Sandstein stellen die Verbindung zwischen ihnen her. Früher liefen sie noch durch die Fenster hindurch, wie man oben am Turm erkennen kann. Alle Fenster trugen nämlich Steinkreuze. Die Hauptwirkung des gesamten Bauwerks geht von der Mauertechnik aus. Streifen von hellroten Ziegelsteinen wechseln mit weiß-gelblichen Sandsteinlagen. Sie ziehen sich in immer wieder betonten Waagerechten um das ganze Bauwerk einschließlich der Türme. Ihr Aussehen erinnert dabei an eine kräftig durchwachsene Speckseite, woher die Bezeichnung „Specklagen“ rührt. Diese farbenfrohe Mauergestaltung ist für Westfalen sehr selten, nur der Merfelder Hof in Horstmar und Haus Hameren im nahe gelegenen Billerbeck weisen das gleiche System auf. Vorbild scheint aber eher das fast gleichaltrige Rathaus in Bocholt gewesen zu sein.
Die Specklagen kommen häufig in Holland und Belgien vor. Es zeigt sich noch eine weitere niederländische Eigenart: Über allen Fenstern sitzen flache Entlastungsbögen aus Ziegelsteinen mit Sandsteinquadern. Auch dieses Ziermotiv ist in Westfalen nicht heimisch. Dagegen sind die großen, x-förmigen Eisenanker als Wandschmuck in dieser Gegend durchaus geläufig. Sie haben die Aufgabe, die Deckenbalken des Inneren in der Außenwand zu verklammern. Niederländischen Einfluss verraten auch die Specklagen-Schornsteine mit ihren runden Helmaufsätzen.
An der Nordseite steht als einzige Verbindung der Stockwerke ein achteckiger Treppenturm. Seine Tür, das Hauptportal des Gebäudes, ist ein reiches Beispiel für die Schmuckfreudigkeit der Renaissance.